# Morre
Morre is een gemeente in het Franse departement Doubs (regio Bourgogne-Franche-Comté). De plaats maakt deel uit van het arrondissement Besançon. Morre telde op 1 januari 2022 1.321 inwoners.

## Geografie
De oppervlakte van Morre bedraagt 5,27 vierkante kilometer; de bevolkingsdichtheid is 255 inwoners per km² (per 1 januari 2019).
De onderstaande kaart toont de ligging van Morre met de belangrijkste infrastructuur en aangrenzende gemeenten.

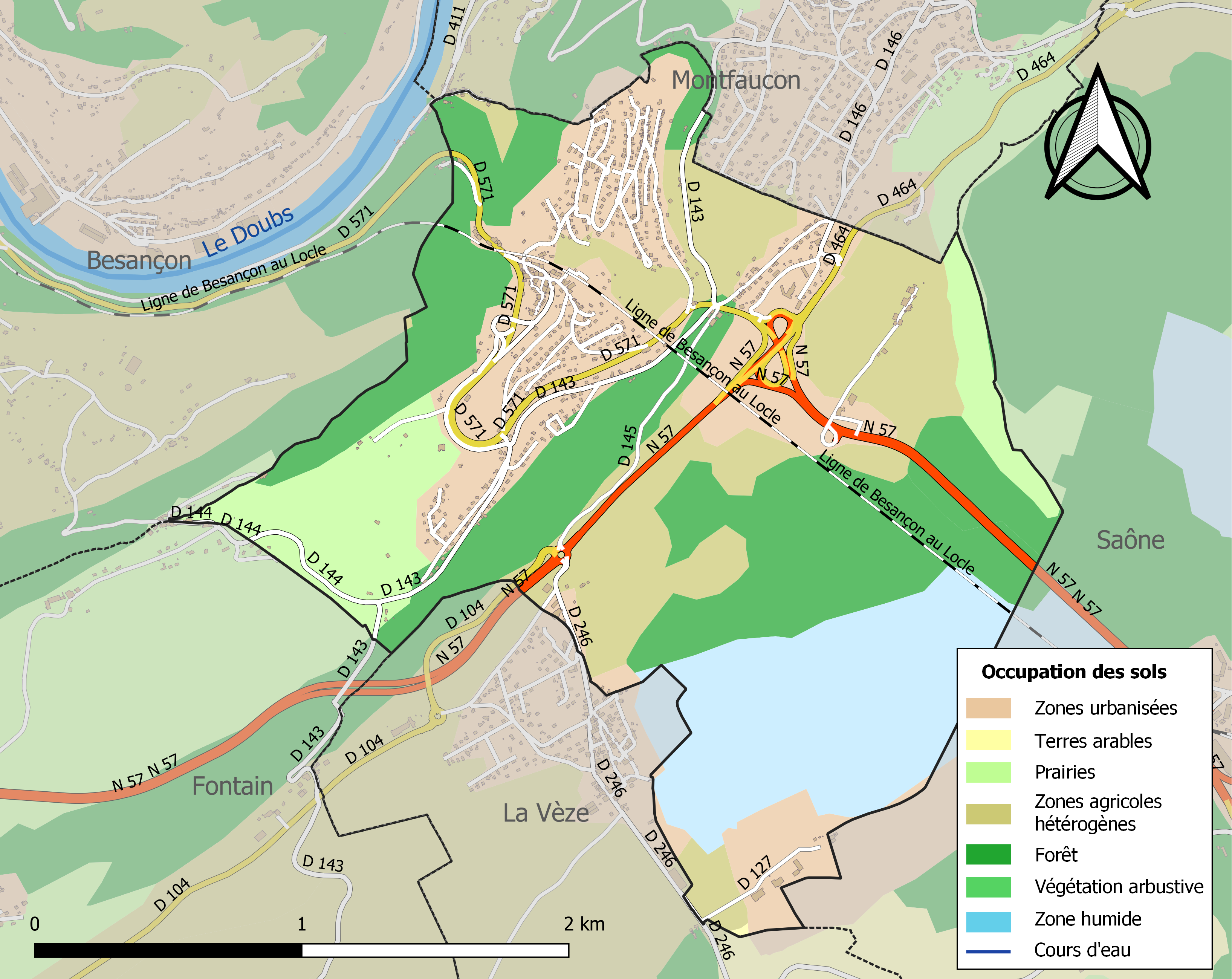

## Verkeer en vervoer
In de gemeente ligt de spoorweghalte Morre.

## Demografie
Onderstaande figuur toont het verloop van het inwonertal (bron: INSEE-tellingen).